# Petersburger Straße
Die Petersburger Straße ist eine Straße im Berliner Ortsteil Friedrichshain des Bezirks Friedrichshain-Kreuzberg. Neben ihrer Bedeutung als Abschnitt des inneren Wilhelminischen Rings und des Innenstadtrings ist sie außerdem ein Abschnitt der Bundesstraße 96a. Die Straße beginnt an der Landsberger Allee, wo sie aus der Danziger Straße hervorgeht, und endet am Frankfurter Tor, wo sie in die Warschauer Straße übergeht. In ihrem Verlauf passiert sie unter anderem den Petersburger und den Bersarinplatz. Benannt ist die Straße nach der seinerzeitigen russischen Hauptstadt Sankt Petersburg.

## Lage

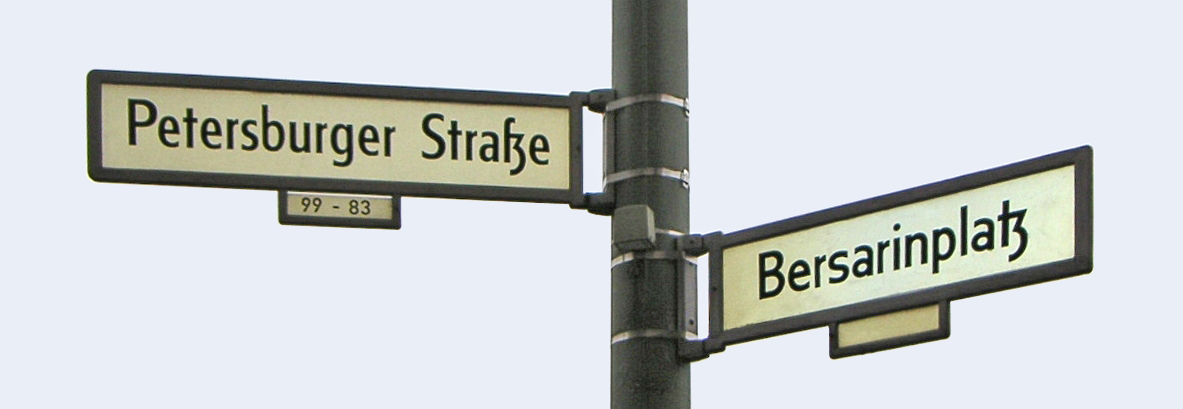
Die Petersburger Straße passiert den Bersarinplatz

Die Petersburger Straße befindet sich komplett innerhalb des Berliner S-Bahnringes als Teilabschnitt des inneren der beiden Wilhelminischen Ringe aus dem Hobrecht-Plan. Dieser verbindet in einem Dreiviertelkreis die Ortsteile Prenzlauer Berg, Friedrichshain und Kreuzberg. Die Petersburger Straße bildet dabei den Abschnitt zwischen der Frankfurter und der Landsberger Allee.

## Geschichte
Die Straße wurde ab 1822 zunächst als einfacher Feldweg angelegt. Da seine Hauptaufgabe darin bestand, die nördlichen und östlichen Ausfallstraßen Berlins miteinander zu verbinden, bekam die Strecke den Namen Communication. Die feste Bebauung erfolgte jedoch erst mit der stetigen Umsetzung des Hobrecht-Plans ab 1862. In diesem tauchte der Abschnitt, der die heutige Petersburger Straße bildet, als Straße Nr. 6 / Abt. XIII/2 auf.
Ihren heute noch gültigen Namen erhielt die Straße am 23. April 1874. Die Wahl fiel auf die damalige russische Hauptstadt, da wenige Jahre zuvor mit der Preußischen Ostbahn eine durchgehende Schienenverbindung zwischen Berlin und Sankt Petersburg geschaffen worden war. Der Endbahnhof dieser Strecke, der Alte Ostbahnhof, liegt allerdings nicht an der Straße, sondern südwestlich davon.
Am 31. Juli 1947 wurde die Straße in Bersarinstraße umbenannt. Namensgeber war der etwa zwei Jahre zuvor bei einem Motorradunfall ums Leben gekommene erste sowjetische Stadtkommandant von Berlin, Nikolai Bersarin. Zeitgleich erhielt der ehemalige Baltenplatz seinen noch heute aktuellen Namen Bersarinplatz.
Die Rückbenennung erfolgte zum 1. Dezember 1991. Anders als die Straße behielt der Bersarinplatz jedoch seinen Namen.

## Bebauung
Die Petersburger Straße ist fast in ihrem gesamten Verlauf geprägt von Mietskasernen. Während in den zur Straße gerichteten Häusern vorwiegend Bürger wohnten, waren die Innenhöfe geprägt von meist nur kleinen Ein- bis Zwei-Zimmer-Wohnungen. Diese wurden teilweise ab den 1970er Jahren im Rahmen mehrerer Sanierungsmaßnahmen abgerissen, als die Blöcke entkernt wurden. Im Parterre befinden sich oft kleinere Läden oder Bars.
Im Hofbereich der Petersburger Straße 39 befindet sich die Brauerei Flessa Bräu.
Zwischen der Kochhannstraße und der Landsberger Allee stehen Plattenbauten, ebenso um den Bersarinplatz. Sie entstanden ab den 1970er bis Mitte der 1980er Jahre als Ersatz für die kriegsbeschädigten und später abgetragenen Altbauten.

## Öffentlicher Verkehr
Die erste Straßenbahnlinie durch die nördliche Petersburger Straße ging zwischen dem 1. Juli 1882 und dem 31. März 1883 in Betrieb, seit dem 15. Dezember 1881 kreuzten bereits Pferdebahnen die Straße in Höhe des Baltenplatzes. Die Linien wurden von der Neuen Berliner Pferdebahn-Gesellschaft betrieben, die 1900 in der Großen Berliner Straßenbahn aufging. Am 1. Oktober 1901 wurde der südliche Teil der Straße zwischen Baltenplatz und Frankfurter Allee von der Flachbahn der Hochbahngesellschaft befahren, die eine direkte Verbindung zwischen dem Zentralvieh- und Schlachthof und dem Hochbahnhof Warschauer Brücke herstellte. 1910 ging diese Strecke in das Eigentum der Stadt Berlin über, die ihre Städtischen Straßenbahnlinien fortan über diese Verbindung führte. 1920 wurden beide Gesellschaften vereint und die Strecken miteinander verbunden. Die Straße wurde in den 1920er Jahren von mehreren Ringlinien (Linie 4 [Ost-West-Ring], Linie 5 [Außenring] und Linie 9 [Ostring]) befahren, von denen die Linie 4 nach dem Krieg mit verkürzter Linienführung als einzige weiterbestand. Seit 2004 ist diese Linie als M10 unterwegs und befährt nach wie vor die Petersburger Straße auf ihrer gesamten Länge. Zwischen Bersarinplatz und Frankfurter Tor befährt zusätzlich die Linie 21 die Straße.
Am südlichen Ende der Straße besteht mit dem U-Bahnhof Frankfurter Tor eine Zugangsmöglichkeit zur Linie U5 der Berliner U-Bahn. Der U-Bahnhof war zwischen 1930 und 1958 sowie von 1996 bis 1998 nach der Straße in ihrem jeweils gültigen Namen benannt. Von 1930 bis 1946 respektive 1996 bis 1998 hieß der U-Bahnhof entsprechend Petersburger Straße, von 1946 bis 1958 Bersarinstraße, 1958 kurzzeitig auch mit dem Zusatz Frankfurter Tor.

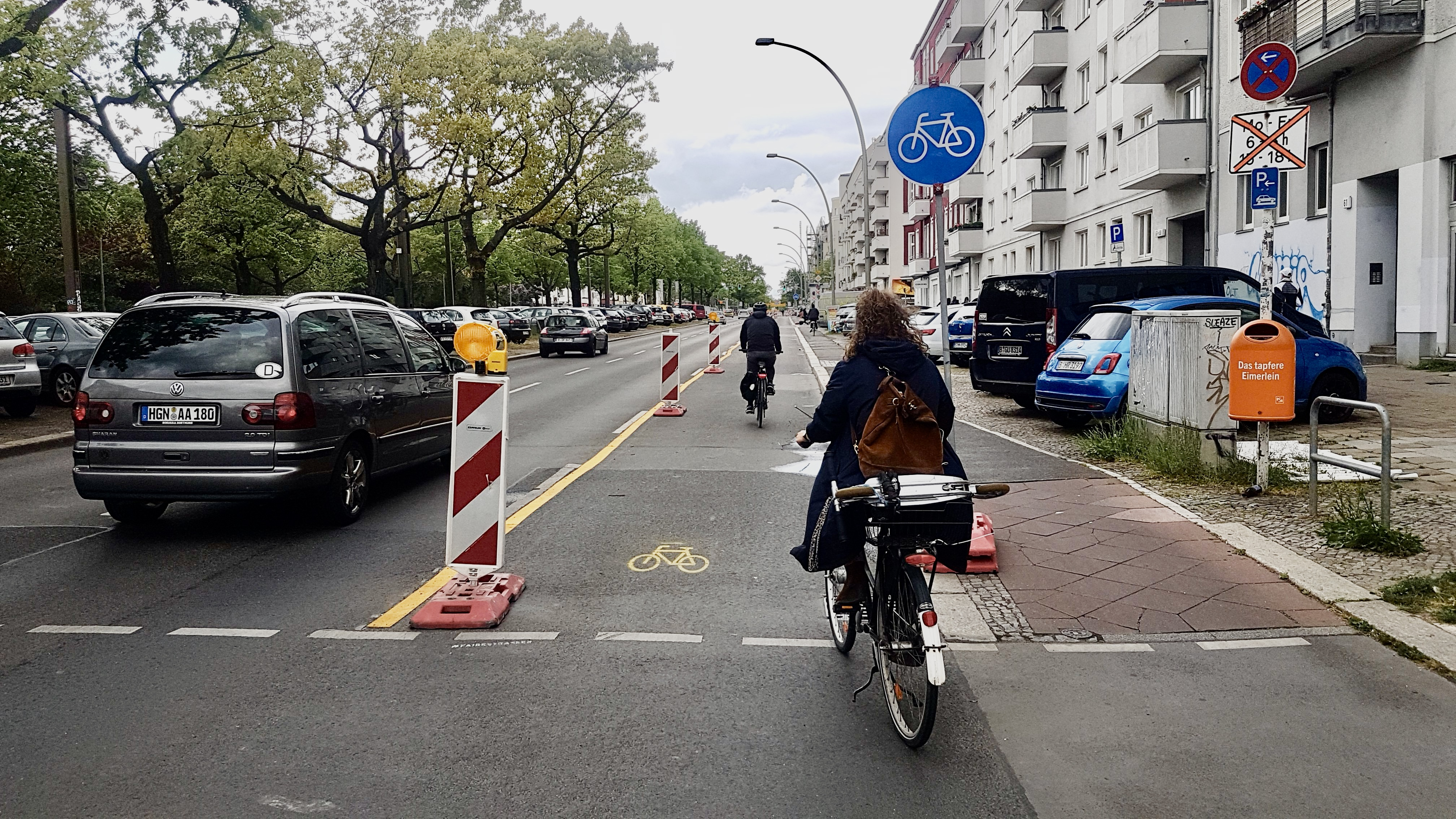
Pop-up-Radweg in der Petersburger Straße

In der Petersburger Straße ist beidseitig ein Hochbordstreifen zwischen Fahrbahn und Parkreihe als Radweg ohne Benutzungspflicht ausgewiesen. Im April 2020 wurde auf beiden Seiten der Straße jeweils eine der drei Fahrspuren mit gelben Markierungen und Fahrradpiktogrammen zu einem Pop-up-Radweg umgewidmet. Es handelte sich dabei um eine Maßnahme im Rahmen der COVID-19-Pandemie in Berlin.